# Stěhování Srbů
Stěhování Srbů, známé také s přídomkem „Velké“ (v srbštině Сеоба Срба) je označení migrace Srbů z jejich původního sídelního území na západ a sever, které proběhlo ve dvou vlnách. Stěhování Srbů patří k významným událostem v dějinách Srbska a jeho obyvatel.

## Historické události
Rozsáhlé přesuny obyvatelstva tehdy spustily válečné konflikty, do kterých byly zapojeny jak Rakousko pod vládou Habsburků, tak Osmanská říše, která se nejprve rozšiřovala a později stahovala z oblasti Panonské nížiny. K migracím docházelo již od 14. století, vyvrcholily ale ve dvou vlnách, které se odehrály první na přelomu 17. a 18. století a druhá v první polovině 18. století.

### První stěhování

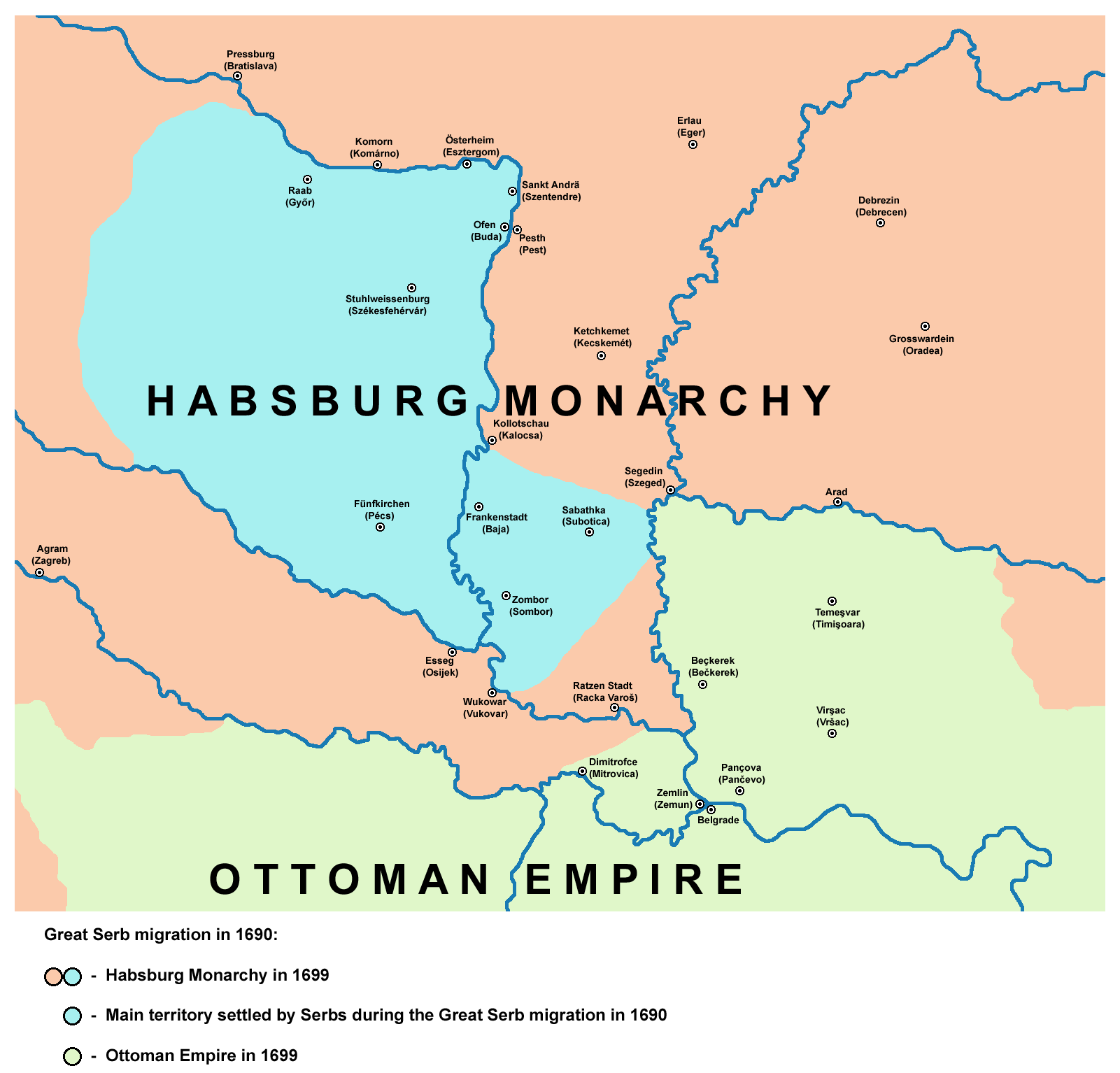
Situace na jihu Panonské nížiny v roce 1690, kdy bylo Rakousko a Osmanská říše ve válce; Osmané ustupovali na jih po prohrané bitvě u Vídně a po ústupu z Uher. Srby osidlované území je vyznačeno světle modrou barvou. Pouze v jižní části se však koncentrovala podstatná část obyvatelstva

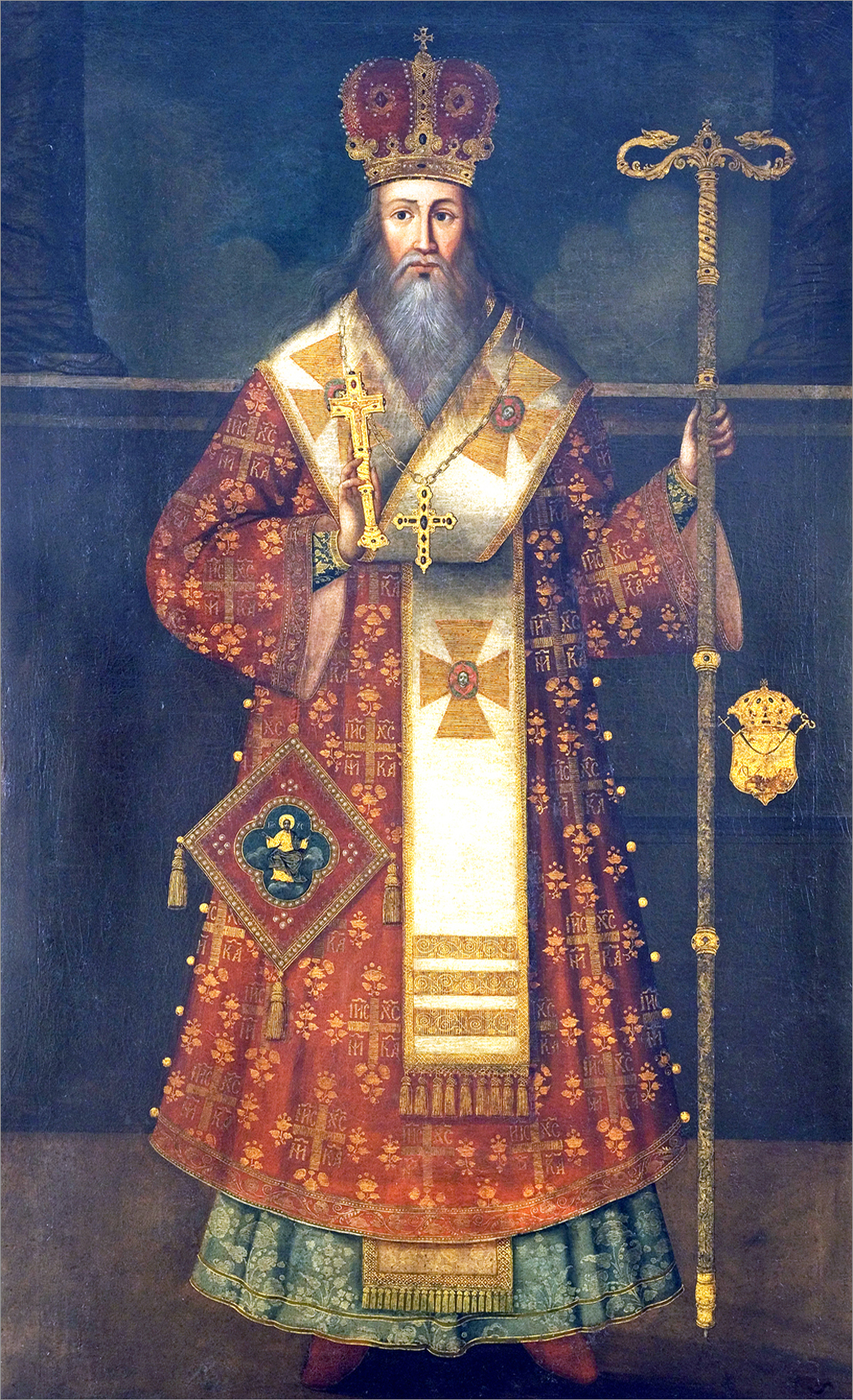
Аrsenije III. Čarnojević

Unie křesťanských sil, známá jako Svatá liga, kam patřily Svatá říše římská, Polsko, Rusko a Benátská republika, se společnými silami pokoušela zastavit vpád Turků, kteří se šířili rychle směrem ke střední Evropě, podrobovali si celé národy a získanou kořistí financovali oblasti ve vnitrozemí Osmanské říše. Rakouská vojska na přelomu 17. a 18. století úspěšně Turky zatlačila a osvobodila Uhersko, Srbsko a pronikla i do oblasti dnešní Severní Makedonie. Srbové při příchodu rakouských vojsk podnikli povstání proti islámské nadvládě a spojili se s Rakušany. Početná skupina vojáků, ale i civilního obyvatelstva se tak přesouvala z historických oblastí srbského státu na sever, do oblastí dnešní Vojvodiny. Tam zůstala většina, mnozí ale pokračovali dále a osídlili i tak vzdálená místa, jakými bylo například Szentendre nedaleko Budapešti, či některá místa v Sedmihradsku. Kromě Uherska se Srbové usídlovali ale také v Slavonii, kde dali vzniknout rozsáhlému etnicky promíšenému (srbsko-chorvatskému) společenství, které zde existovalo až do 20. století. Nemalá skupina Srbů zůstala také v Banátu, nedaleko Aradu.
Hlavní přesuny obyvatelstva začaly na začátku roku 1690. Habsburskou monarchii napadla Francie, Turci toho využili k protiofenzivě a Rakušané se museli stáhnout na levý břeh Dunaje a Sávy. V čele přesunů obyvatelstva stál pećský patriarcha Arsenije III. Čarnojević, jenž se napřed uchýlil do Bělehradu a později na uherské území. Je odhadováno, že celkem se přesunulo 60–70 tisíc uprchlíků.
Roku 1690 byl v Bělehradě ustanoven církevně-lidový sbor. Srbové v něm předložili požadavek svému zástupci episkopu Isaije Đakovićovi a poslali jej rakouskému císaři Leopoldovi I. Od hlavy monarchie očekávali církevně-školskou autonomii, kterou sice získali, avšak pouze pod podmínkou, že Srbové budou sloužit jako rakouští vojáci. Tím byl ukotven základ postavení početné komunity Srbů v Uhersku.
Toto stěhování na jednu stranu přispělo k islamizaci zbylého srbského obyvatelstva, zejména v Bosně a Sandžaku, na druhou stranu umožnilo kontakt vystěhovalců se západní civilizací a zachování náboženské, jazykové a kulturní svébytnosti, který hrál roli při obnově srbské státnosti.

### Druhé stěhování
V roce 1718 se Rakousko po válce s Osmany zmocnilo území dnešního severního Srbska včetně Bělehradu a jeho vláda na tomto území trvala do roku 1739. Ukončila ji nová válka mezi Vídní a Istanbulem, která sice trvala dva roky, na základě Bělehradského míru však byly stanoveny nové hranice, které tvořily řeky Sáva a Dunaj. Početné srbské obyvatelstvo se tak opět ocitlo na území patřící nyní Osmanské říši. Bělehrad se stal opět centrem pašaliku. Obecná nespokojenost s tureckou nadvládou vedla k druhému stěhování, tentokrát se hlavní autoritou a oporou stal patriarcha Arsenije IV. Jovanović. Obyvatelstvo migrovalo na rakouské území v roce následujícím po skončení války. Turci se různými způsoby pokoušeli Srby na území Bělehradského pašaliku udržet. Nikoli však násilím, ale zvýhodňováním obyvatelstva. Srbové u hranic s Rakouskem začali získávat různá privilegia, aby zůstali a nestěhovali se za hranice do Rakouska, resp. do Uher. Do jisté míry se Turkům podařilo podmínky v pašalíku zlepšit; nátlak se v mnohém snížil a trochu se zmírnila i vlna vystěhovalectví na sever.

## Demografické změny
Díky početným přesunům došlo k rozmělnění srbského obyvatelstva a přesunu kulturního centra srbského státu. Středověké království se nacházelo poněkud jižněji než moderní Srbsko, které se začalo vytvářet po povstání v roce 1805 a jehož centrem se později stal Bělehrad. Vznikly naopak nově srbské menšiny v okolních státech, kterými bylo hlavně Rakousko-Uhersko. Tato území byla později přičleněna k Jugoslávii, kde došlo k dalšímu posílení srbského vlivu a k jejich sjednocení s původním územím srbského knížectví. Malé národnostní ostrovy, které se nacházely hlouběji v uherském vnitrozemí, byly později asimilovány, avšak jejich názvy dodnes připomínají srbskou minulost; jedná se například o města začínající na Rác- (původní název Srbů v maďarštině odvozený od středověkého království Rašky).

## Kulturní ohlas
Srbské stěhování se stalo významným tématem dějin, podobně jako například mnohem podstatnější Bitva na Kosově poli v roce 1389. Mnozí malíři se věnovali zpodobnění srbských pochodů do dnešní Vojvodiny i dále, vznikala rozsáhlá literární díla s touto tematikou. Mezi ně patří například román Miloše Crnanského Seobe, který byl sepsán v 20. století a stal se významnou prací tohoto autora moderní srbské literatury.